# New Orleans Saints 1982
La stagione 1981 dei New Orleans Saints è stata la 16ª della franchigia nella National Football League. La squadra terminò con 4 vittorie e 5 sconfitte in una stagione accorciata per uno sciopero dei giocatori, mancando per poco l'accesso ai playoff.

## Roster
| Roster dei New Orleans Saints nel 1981 |
| --- |
| Quarterback - 8 Archie Manning - 19 Guido Merkens - 16 Ken Stabler Running Back - 46 Hokie Gajan FB - 45 Jack Holmes - 24 Marvin Lewis - 38 George Rogers - 41 Jimmy Rogers - 42 Toussaint Tyler - 30 Wayne Wilson RB/FB Wide Receiver - 83 Kenny Duckett - 86 Jeff Groth - 84 Rich Mauti - 80 Lindsay Scott - 89 Aundra Thompson Tight End - 88 Don Bass - 85 Hoby Brenner - 87 Larry Hardy Offensive Linemen - 67 Stan Brock T - 78 Kelvin Clark - 63 Brad Edelman G - 72 Leon Gray - 62 John Hill C - 64 Dave LaFary T - 66 Louis Oubre G - 76 Jim Pietrzak - 79 Chuck Slaughter Defensive Linemen - 75 Bruce Clark DE - 99 Tony Elliott NT - 98 Reggie Lewis DE - 74 Derland Moore NT - 73 Frank Warren DE - 94 Jim Wilks DE Linebacker - 50 Ken Bordelon - 57 Rickey Jackson OLB - 52 Jim Kovach ILB - 55 Rob Nairne OLB - 51 Whitney Paul - 53 Scott Pelluer ILB - 54 Ed Simonini - 56 Dennis Winston ILB Defensive Back - 20 Russell Gary SS - 33 Kevin Gray - 28 Bill Hurley - 21 John Krimm - 29 Rodney Lewis CB - 25 Johnnie Poe CB - 49 Frank Wattelet FS - 44 Dave Waymer CB Special Team - 7 Morten Andersen K - 14 Russell Erxleben P - 15 Toni Fritsch K |
| Legenda - I rookie sono in corsivo. - Il primo ruolo è il principale mentre gli eventuali successivi indicano i ruoli secondari. - (IR) sta per Injured Reserve ed indica la lista ristretta per un solo giocatore infortunato che può tornare ad allenarsi dopo la settimana 6 e a rientrare in prima squadra dopo che questa ha giocato 8 partite. - (NF-Inj.) / (NF-Ill.) stanno rispettivamente per Non-Football Injured e Non-Football Illness ed indicano le liste dove viene inserito un giocatore che ha un infortunio o una malattia non dipendente dal football americano. - (PUP) sta per Physically Unable to Perform ed indica la lista dove viene inserito un giocatore mentre è in attesa di recuperare la condizione fisica. Nella stagione regolare dopo la sesta partita giocata dalla propria squadra, il giocatore ha tempo tre settimane per riprendere ad allenarsi, più tre settimane aggiuntive dal suo rientro agli allenamenti per rientrare in prima squadra. |

## Calendario
| Stagione regolare |                        |             |
| Turno             | Avversario             | Risultato   |
| 1                 | St. Louis Cardinals    | S 21–7      |
| 2                 | at Chicago Bears       | V 10–0      |
| –                 | Denver Broncos         | cancellata  |
| –                 | at Los Angeles Raiders | cancellata  |
| –                 | San Francisco 49ers    | cancellata  |
| –                 | at Minnesota Vikings   | cancellata  |
| –                 | at Los Angeles Rams    | cancellata  |
| –                 | Atlanta Falcons        | posticipata |
| –                 | Los Angeles Rams       | cancellata  |
| –                 | at San Diego Chargers  | cancellata  |
| 3                 | Kansas City Chiefs     | V 27–17     |
| 4                 | at San Francisco 49ers | V 23–20     |
| 5                 | Tampa Bay Buccaneers   | S 13–10     |
| 6                 | at Atlanta Falcons     | S 35–0      |
| 7                 | at Dallas Cowboys      | S 21–7      |
| 8                 | Washington Redskins    | S 27–10     |
| 9                 | Atlanta Falcons        | V 35–6      |

## Classifiche
| Washington Redskins(1)  | 8 | 1 | 0 | .889 | 190 | 128 | W4 |
| Dallas Cowboys(2)       | 6 | 3 | 0 | .667 | 226 | 145 | L2 |
| Green Bay Packers(3)    | 5 | 3 | 1 | .611 | 226 | 169 | L1 |
| Minnesota Vikings(4)    | 5 | 4 | 0 | .556 | 187 | 198 | W1 |
| Atlanta Falcons(5)      | 5 | 4 | 0 | .556 | 183 | 199 | L2 |
| St. Louis Cardinals(6)  | 5 | 4 | 0 | .556 | 135 | 170 | L1 |
| Tampa Bay Buccaneers(7) | 5 | 4 | 0 | .556 | 158 | 178 | W3 |
| Detroit Lions(8)        | 4 | 5 | 0 | .444 | 181 | 176 | W1 |
| New Orleans Saints      | 4 | 5 | 0 | .444 | 129 | 160 | W1 |
| New York Giants         | 4 | 5 | 0 | .444 | 164 | 160 | W1 |
| San Francisco 49ers     | 3 | 6 | 0 | .333 | 209 | 206 | L1 |
| Chicago Bears           | 3 | 6 | 0 | .333 | 141 | 174 | L1 |
| Philadelphia Eagles     | 3 | 6 | 0 | .333 | 191 | 195 | L1 |
| Los Angeles Rams        | 2 | 7 | 0 | .222 | 200 | 250 | W1 |